# Aartsbisdom Bobo-Dioulasso

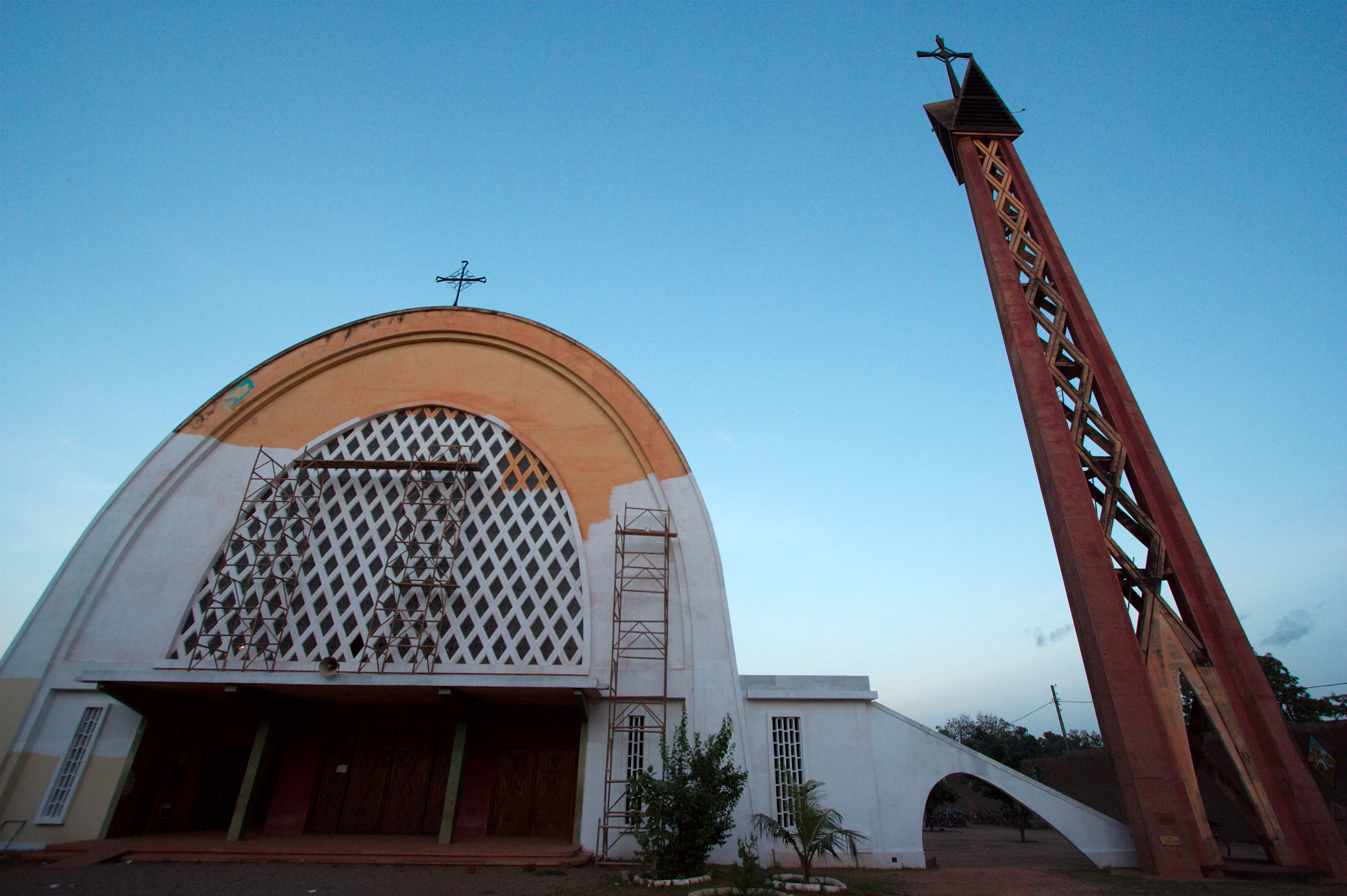
De kathedraal Notre-Dame de Lourdes van Bobo-Dioulasso

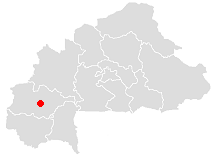
Bobo-Dioulasso ligt in het zuidwesten van Burkina Faso.

Het aartsbisdom Bobo-Dioulasso (Latijn: Archidioecesis Bobodiulassensis) is een rooms-katholiek aartsbisdom met als zetel Bobo-Dioulasso in Burkina Faso.
De apostolische prefectuur Bobo-Dioulasso werd opgericht in 1927. In 1937 werd Bobo-Dioulasso een apostolisch vicariaat en in 1955 een bisdom. Het was suffragaan aan het aartsbisdom Ouagadougou. In 2000 werd het verheven tot aartsbisdom.
De kerkprovincie Bobo-Dioulasso bestaat verder uit vijf suffragane bisdommen:
- Banfora
- Dédougou
- Diébougou
- Gaoua
- Nouna

In 2020 telde het aartsbisdom 21 parochies. Het aartsbisdom heeft een oppervlakte van 24.415 km² en telde in 2020 2.043.000 inwoners waarvan 10,7% rooms-katholiek was.

## Bisschoppen en aartsbisschoppen
- André-Joseph-Prosper Dupont, M. Afr. (1955-1974)
- Anselme Titianma Sanon (1974-2010)
- Paul Yemboaro Ouédraogo (2010-)